# Oza dos Ríos
Oza dos Ríos est une ancienne commune de la province de La Corogne en Espagne située dans la communauté autonome de Galice.
Elle a fusionné le 6 juin 2013 avec la commune Cesuras pour créer la commune nouvelle de Oza-Cesuras.

## Personnalités liées à la commune
- Mercedes Peón (1967-), chanteuse et musicienne.